# La Bastide-Clairence
La Bastide-Clairence é uma comuna francesa na região administrativa da Nova Aquitânia, no departamento dos Pirenéus Atlânticos. Estende-se por uma área de 23,67 km². Em 2010 a comuna tinha 1 004 habitantes (densidade: 42,4 hab./km²).
Pertence à rede das As mais belas aldeias de França.